# Keilstein (Weidenberg)
Keilstein ist ein Gemeindeteil des Markts Weidenberg im Landkreis Bayreuth (Oberfranken, Bayern). Keilstein liegt in der Gemarkung Görschnitz.

## Geographie
Die Einöde liegt in Hanglage am Rande des Sophienthaler Forstes. Ein Anliegerweg führt nach Gossenreuth (0,2 km südlich). Bei der Einöde ist der Keilsteinfelsen, der als Naturdenkmal und Geotop ausgezeichnet ist.

## Geschichte
Keilstein gehörte zur Realgemeinde Gossenreuth. Gegen Ende des 18. Jahrhunderts gab es in Keilstein ein Anwesen. Die Hochgerichtsbarkeit stand dem bayreuthischen Stadtvogteiamt Bayreuth zu. Das Amt Weidenberg war Grundherr des Halbhofs.
Von 1797 bis 1810 unterstand Keilstein dem Justiz- und Kammeramt Neustadt am Kulm. Nachdem im Jahr 1810 das Königreich Bayern das Fürstentum Bayreuth käuflich erworben hatte, wurde der Ort bayerisch. Infolge des Gemeindeedikts wurde Keilstein dem 1812 gebildeten Steuerdistrikt Görschnitz und der Ruralgemeinde Gossenreuth zugewiesen. Mit dem Gemeindeedikt von 1818 erfolgte die Eingliederung nach Görschnitz. Im Zuge der Gebietsreform in Bayern wurde Keilstein am 1. Januar 1978 nach Weidenberg eingemeindet.

## Religion
Keilstein ist evangelisch-lutherisch geprägt und war nach Nemmersdorf gepfarrt.